# 聖史若望都主教座堂 (那牙)
聖史若望都主教座堂（Metropolitan Cathedral and Parish of Saint John the Evangelist）是天主教卡塞雷斯总教区的主教座堂，位于菲律宾呂宋比科爾政區南甘马仁省那牙市。

## 历史
第一座教堂建于1595年8月14日卡塞雷斯教区成立后。1768年毁于大火。目前的教堂为西班牙罗马复兴风格，建于1808年。1820年地震对其造成破坏。1843年建成祝圣。1856年10月的台风也带来了破坏，1862－1879年修复。1887年又因地震而受损，1890年修复。

## 建筑
该堂为大型石建筑，十字平面，罗马式装饰，灰色外墙，上部有穹顶。立面为典型的地震巴洛克风格，中间有一个小圆顶，两侧是两个对称的六边形矮钟楼。
教堂内部设有拱廊，以对抗地震的影响。柱子、拱门，和天花板上，都装饰着最近完成的视觉陷阱绘画。两侧都有花窗玻璃。

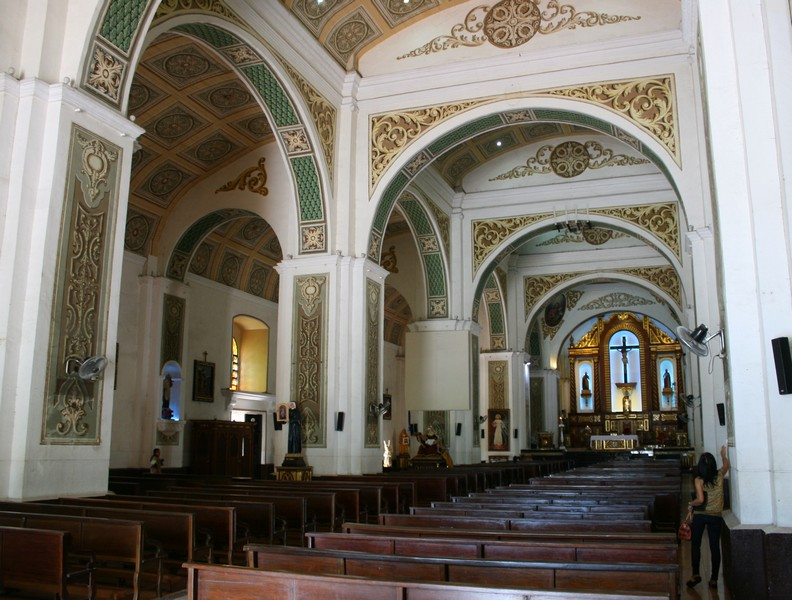
教堂内部的柱子、拱门
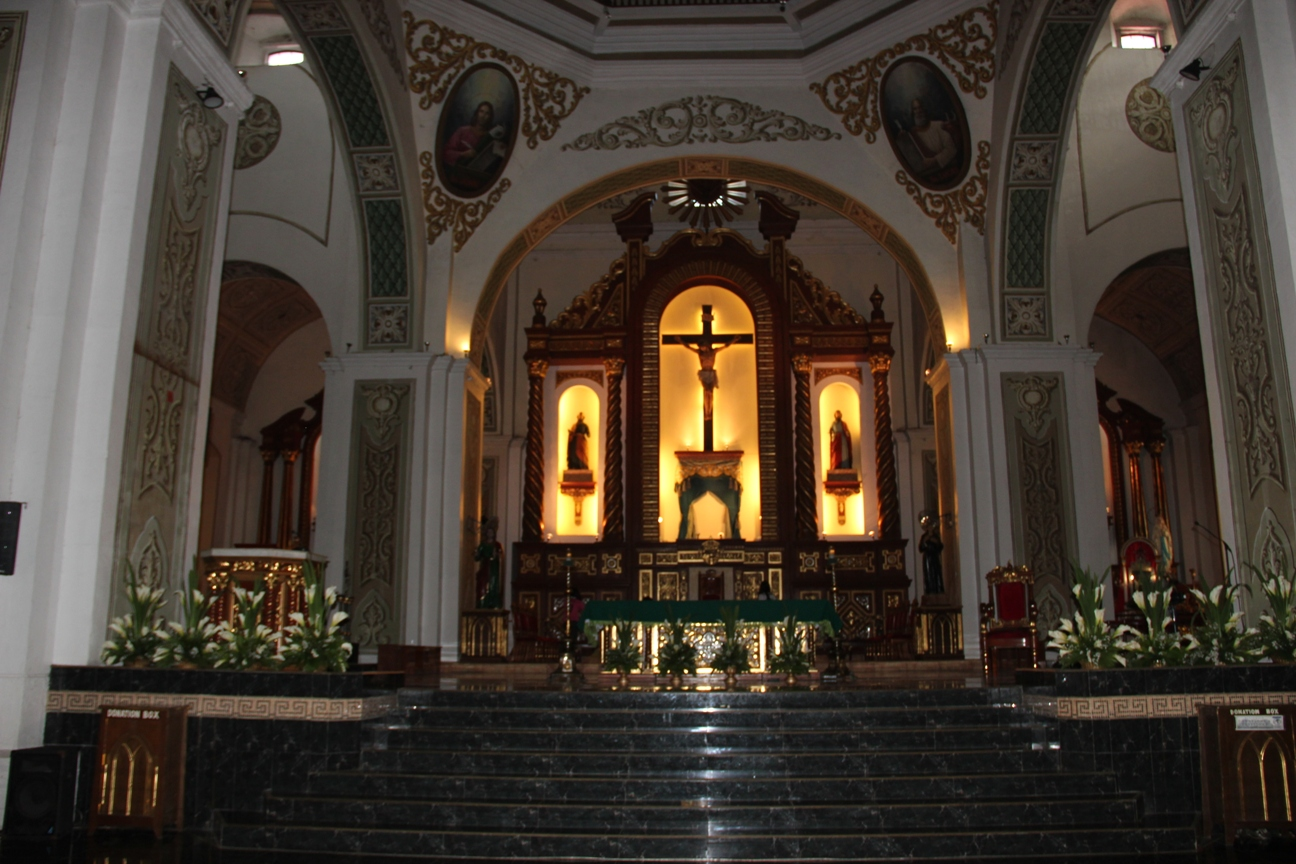
祭台